# Mur (linaje)
Mur es el apellido de un linaje de infanzones aragoneses (en España) que, según algunos autores, serían naturales de La Fueva (Sobrarbe, provincia de provincia de Huesca), donde se les ha podido documentar desde el siglo XVI en la localidad de Aluján y desde el siglo XIV en Muro de Roda. Aunque otras fuentes le dan el origen en el castillo de Mur, al tomar de él el nombre el segundo hijo de uno de los condes de Pallars según Pere Tomic.
El apellido se conoce posteriormente en localidades dispersas tanto en la comarca del Sobrarbe como en algunas otras de Aragón, y etimológicamente se ha relacionado con la población fortificada de Muro de Roda (Muro Mayor o simplemente Muro en ciertos textos históricos), hoy en día despoblada. 

## Proceso de infanzonía
Algunos autores lo citan camals que habrían podido fundar casas nuevas en Bierge, Azlor, Peralta de Alcofea y Laluenga en el Somontano de Barbastro; Benasque, Chía y Santa Liestra y San Quílez en la Ribagorza; y en puntos tan lejanos de su origen en el Sobrarbe como Jaca y Ejea de los Caballeros.
Sin embargo, un proceso de infanzonía ocurrido en el valle de Chistau en la localidad de Saravillo en 1652 da pie a que algunos personajes nacidos en ese valle y que llevaban el mismo apellido no tenían conocimiento de ningún antepasado de ellos que, llevándolo, no hubiese nacido en ese valle, por lo que de ser ciertos los argumentos que afirmaron los Mur chistabinos (se conocen procesos de infanzonía en los que los interesados podían mentir para obtener el título), la teoría de los orígenes fovanos podría ser falsa o incompleta.

De tiempo inmemorial y antiquísimo de cuio principio no ha havido ni hay memoria de hombres en contrario hasta ahora, y de presente siempre y continuamente en el lugar de Serbeto situado en el valle de Xistao en lo más áspero y fragoso de los montes Pirineos, ha existido y existe un Casal o palacio de notorios Infanzones e Hijosdalgos del renombre y apellido de Mur, el qual ha confrontado y confronta con plaza pública, Iglesia parroquial del mismo pueblo y con casa y huerto de un beneficio de que es patrón el posehedor de dicho Casal y todos los demás poseedores, originarios y procedentes del mismo por recta línea masculina.
Proceso de infanzonía; 1652.

Esto hace pensar que los orígenes del apellido sean anteriores al siglo XVI, cuando se datan los primeros Mur de La Fueva, y enlaza con otra teoría que postula que el apellido deriva de un noble del siglo XIII a quien el rey Pedro III de Aragón le habría otorgado el privilegio de infanzonía. Esta posibilidad está documentada en otro proceso de infanzonía, en este caso de 1327, más de 40 años después de morirse dicho rey, y lo firma una persona que tenía con el nombre de Juan de Mur, con residencia en Muro de Roda, por lo que vuelve a cruzarse con el valle de La Fueva.
No obstante, por la disparidad de posibles orígenes y por el número de casas que ya se documentan con el apellido en el siglo XV (cuando las fuentes genealógicas fiables son ya muy escasas), cabe no descartar algunas otras hipótesis, como los orígenes divergentes del apellido (siendo una palabra consentido en romance, podría haber aparecido en diferentes puntos geográficos, con raíces toponímicas) o también que se remonten a algún momento de la Alta Edad Media de la cual difícilmente se podrá tener conocimiento.

## Heráldica
Sus armas primitivas constaban de un muro dorado con cinco almenas en campo de gules, aunque también se hay variaciones en las que entre las almenas asoma un jefe blandiendo una espada. Igualmente, conforme el linaje fue entroncando con distintas familias sus heráldica fue cambiando;
- Las armas de la línea que entroncó con los Díez de Aux se describen como partido en faja: la cabeza en campo de plata un sol de diez puntas en gules y en punta un castillo de oro sobre gules.
- Los que entroncaron con los Moncada tenían por armas un escudo partido en palo, el primero cortado en faja a su vez en el cual la cabeza presenta los cuatro bastones aragoneses y en la punta ocho roeles dorados en campo de gules, en la segunda parte presenta las armas de los Mur, un muro o castillo de oro en campo de gules.
- Los que entroncaron con los Claver llevaban las armas partidas en palo con el primero teniendo en campo de gules un castillo de oro y en el segundo cortado en faja y en la cabeza una cruz llana de gules y cuatro cabezas de moros sobre campo de plata, mientras que en punta lleva dos llaves de sable en campo de oro.
- La rama que unió con los Abarca llevó un escudo partido en palo teniendo el primero partido en faja llevando en la cabeza dos abarcas de azur en campo de plata y en la punta una piña de sinople sobre campo de oro, mientras que en el segundo lleva un castillo de oro en campo de gules.

Existió una rama que se hacía llamar Gual de Mur según los escritos de Gaspar Galcerán de Castro de Aragón y Pinós en el Armorial de Aragón que se asentó en Mallorca y que llevaban el muro de plata en vez de oro.

## Miembros
- Acardo Pedro de Mur, gobernador de Cagliari y Gallura, barón de Albi y Cerviá.
- Dalmau de Mur y Cervelló, Arzobispo de Zaragoza y mecenas renacentista.
- Violante Luisa de Mur, mujer de Fadrique de Aragón, pretendiente al trono aragonés.
- Juan de Mur y Mur, Corregidor de Tunja en el Reino de Nueva Granada y gobernador y capitán general de Mérida durante el siglo XVII.[7][10]